# Tanzimat
O Tanzimat (em turco otomano: تنظيمات; romaniz.: "reorganização") foi um período de reformas no Império Otomano que começou em 1839 e terminou em 1876 que começou com o Édito de Gülhane (Gülhane Hatt-ı Şerif).  Caracterizou-se como uma forma de modernizar o império, para assegurar sua integridade territorial contra movimentos nacionalistas e forças que pudessem ameaçar o Estado. As reformas encorajadas pelo otomanismo contra diversos grupos étnicos do Império possibilitou o surgimento de um movimento nacionalista otomano. As reformas possibilitaram a integração de não-muçulmanos e não-turcos de uma forma maior na sociedade otomana, assegurando de forma maior suas liberdades civis e garantindo sua igualdade dentro do Império. Começou com o propósito não de uma transformação radical, mas de modernização, desejando consolidar as bases sociais e políticas do Império Otomano. Foi caracterizada por várias tentativas de modernizar o Império Otomano e de garantir a sua integridade territorial contra movimentos nacionalistas internos e potências agressivas externas. As reformas encorajaram o otomano entre os diversos grupos étnicos do Império e tentaram conter a onda de ascensão do nacionalismo no Império Otomano. 
O historiador Hans-Lukas Kieser argumentou que as reformas levaram à "promoção retórica da igualdade dos não-muçulmanos com os muçulmanos no papel versus a primazia dos muçulmanos na prática"; outros historiadores argumentaram que a capacidade dos não-muçulmanos de fazerem valer os seus direitos legais diminuiu durante este período, levando à apreensão de terras e à emigração. 
Parte da política de reforma foi uma política económica baseada no Tratado de Balta Liman de 1838. Muitas mudanças foram feitas para melhorar as liberdades civis, mas muitos muçulmanos viam-nas como uma influência estrangeira no mundo do Islão. Essa percepção complicou os esforços reformistas feitos pelo Estado.  Durante o período Tanzimat, a série de reformas constitucionais do governo levou a um exército recrutado bastante moderno, a reformas do sistema bancário, à substituição da lei religiosa pela lei secular e às corporações por fábricas modernas. O Ministério dos Correios Otomano foi estabelecido em Istambul em 23 de outubro de 1840.   
O Império Otomano era conhecido como "o homem doente da Europa" desde os anos de 1830. Quando a ordem política otomana pode ter sido comparada como "progressiva comparada com a Europa medieval" no contexto do século XIX, na qual agia contra o princípio da igualdade introduzido pela Revolução Francesa.

## Origens e motivos
O reformismo do Tanzimat emergiu das ideias dos sultões Mamude II e Abdul Mejide I e também de reformistas burocratas proeminentes educados nos moldes europeus tais como: Ali Paşa, Fuad Paşa, Ahmed Cevdet Paşa, e Midhat Paşa. Eles reconheceram a não-validade das antigas organizações religiosas e militares em um mundo moderno. A maioria das mudanças simbólicas, tais como uniformes, foram direcionados de maneira a mudar a visão de mundo dos administradores imperiais. Muitas das reforma visavam adotar medidas europeias bem sucedidas. Medidas como a conscrição universal; reformas educacionais, institucionais e legais; e sistemático esforço contra a corrupção.
As reformas foram fortemente influenciadas pelo Código Napoleônico e pela lei francesa durante o Segundo Império Francês, como resultado direto do número crescente de estudantes otomanos sendo educados na França. As mudanças incluíram a eliminação do sistema de recrutamento devshirme em favor do recrutamento universal; reformas educacionais, institucionais e legais; e tentativas sistemáticas de eliminar a corrupção política. Além disso, uma política chamada Otomano pretendia unir todos os diferentes povos que viviam nos territórios otomanos, "muçulmanos e não-muçulmanos, turcos e gregos, armênios e judeus, curdos e árabes". A política começou oficialmente com o Édito de Gülhane (Gülhane Hatt-ı Şerif) de 1839, declarando igualdade perante a lei tanto para os otomanos muçulmanos como para os não-muçulmanos. 
O ambicioso projeto foi lançado para combater o lento declínio do império que viu as suas fronteiras encolherem e a sua força enfraquecer em comparação com as potências europeias. Houve razões internas e externas para as reformas. O objetivo principal do Tanzimat era reformar as forças armadas, modernizando e inspirando-se nos exércitos europeus. O exército otomano tradicional, os janízaros, estava longe de cair em desgraça em termos de prestígio militar e uma reconstrução de inspiração europeia era uma mudança necessária a ser feita.  O Império Otomano era constituído por uma multiplicidade de culturas diferentes e as prioridades secundárias das reformas Tanzimat visavam equilibrar a estrutura social que anteriormente favorecia os súditos muçulmanos. Outra secção vital destas reformas foi a abolição do Iltizam, ou acordos de posse de terra. 
Internamente, o Império Otomano esperava que a eliminação do sistema do milho levasse ao controle direto de todos os seus cidadãos através da criação de um governo mais centralizado e de um aumento da legitimidade do domínio otomano. Outra grande esperança era que ser mais aberto a vários grupos demográficos atrairia mais pessoas para o império. Havia medo de conflitos internos entre muçulmanos e não-muçulmanos, e permitir mais liberdade religiosa a todos deveria diminuir esta ameaça. Considerava-se que conceder mais direitos aos cristãos reduziria o perigo de intervenção externa em seu nome. 
Embora os motivos para a implementação do Tanzimat fossem burocráticos, ele foi impulsionado por ministros e intelectuais liberais como Dimitrios Zambakos Pasha, Kabuli Mehmed Pasha, a sociedade secreta dos Jovens Otomanos,  e de mentalidade liberal como Midhat Pasha, que é também frequentemente considerado um dos fundadores do Parlamento Otomano.  Graças às emergentes crises internas, financeiras e diplomáticas de 1875-1876, Midhat Pasha introduziu a constituição de 1876, encerrando o Tanzimat. 

## Objetivos
A Tanzimat foi um período de reformas no Império Otomano que ocorreu principalmente entre 1839 e 1876. Os objetivos da Tanzimat eram amplos e visavam modernizar diversas áreas da administração, da justiça e da sociedade otomana. A ambição do projeto era ser lançado no combate do vagaroso declínio do Império Otomano que via suas fronteiras encolherem, e crescia de maneira menos expressiva que o das potências europeias.  Um dos principais objetivos da Tanzimat era estabelecer a igualdade perante a lei para todos os súditos do império, independentemente de sua religião ou origem étnica. Isso incluía a criação de um sistema legal mais uniforme e justo. A Tanzimat buscava reformar o sistema legal otomano, incorporando elementos de legislação ocidental. Foram introduzidos códigos legais mais claros e abrangentes, baseados em princípios de justiça e equidade. A proteção dos direitos individuais também era um objetivo fundamental. Isso incluía a garantia de liberdade pessoal, segurança e propriedade para todos os cidadãos. 
A Tanzimat visava promover as liberdades civis, incluindo a liberdade de expressão, associação e imprensa. Foram estabelecidas medidas para criar um ambiente mais liberal e pluralista na sociedade otomana. O sistema administrativo otomano passou por reformas significativas durante a Tanzimat. Isso incluiu a criação de governos locais mais eficientes, a introdução de sistemas de contabilidade modernos e a padronização de procedimentos administrativos. A Tanzimat buscou modernizar o sistema educacional otomano, incorporando métodos e currículos mais ocidentalizados. Escolas foram estabelecidas para fornecer uma educação mais ampla e secular.  A reforma também almejava promover a igualdade de oportunidades, removendo barreiras para o avanço social e econômico com base na origem étnica ou religião. Apesar desses objetivos ambiciosos, as reformas enfrentaram desafios consideráveis e não foram totalmente bem-sucedidas em sua implementação. Fatores como resistência interna, pressões externas, instabilidade política e dificuldades financeiras contribuíram para a dificuldade na realização plena dos objetivos da Tanzimat. 

## Reformas
Começou no governo do Sultão Mamude II. Em 3 de novembro de 1839, Sultão Abdul Mejide lançou o Estatuto Orgânico do General Hatt-ı Şerif de Gülhane (jardim imperial onde fora proclamado pela primeira vez). É também chamado de Tanzimat Fermani. Neste documento muito importante, o Sultão ordenou que desejava trazer os benefícios de uma boa administração às Províncias do Império Otomano através de novas instituições, e essas intituições referiam-se principalmente a :
• Garantia do Império Otomano pela perfeita segurança de suas vidas, honra e propriedades. (1839, ver Édito de Gülhane);
- Introdução dos primeiros extratos bancários otomanos (1840);
- Reorganização do exército por meio de convocações regulares, elevando o exército e fixando tempo no serviço militar (1843-1844);
- Adoção de um hino nacional e a bandeira nacional otomana (1844);
- Reorganização do sistema financeiro de acordo com o modelo francês;
- Reorganização do código civil e criminal de acordo com o modelo francês;
- Estabelecimento do Meclis-i Maarif-i Umumiye (1845), o primeiro protótipo de parlamento otomano;
- Instituição de um conselho público de instrução (1846);
- Estabelecimento de modernas universidades e academias (1848);
- Extinção da taxa de captação sobre não muçulmanos, com o estabelecimento de um sistema regular de impostos (1856);
- Não-muçulmanos autorizados a se tornarem soldados (1856);
- Muitas provisões para uma melhor administração do serviço público e avanço do comércio;
- Construção de estradas de ferro;
- Recolocação de guildas e fábricas;
- A primeira Bolsa de Valores foi criada em Istambul (1866);
- A Lei da Nacionalidade de 1869, criando uma cidadania otomana comum, independentemente das divisões religiosas (1869);
- O estabelecimento do Liceu Imperial Otomano em Galatasaray, outra instituição de ensino superior para civis (1868);
- O Código de Regulamentação da Imprensa e do Jornalismo (Matbuat Nizamnamesi, 1864), entre outros;
- O estabelecimento da Escola de Função Pública, uma instituição de ensino superior para civis subordinada ao Ministério da Administração Interna, e da Escola de Ciências Económicas e Políticas (Mekteb-i Mülkiye-i Şahane, 1859);
- A descriminalização da homossexualidade (1858);
- A permissão para editores e gráficas do setor privado com o Serbesti-i Kürşad Nizamnamesi (1857);
- O Código de Terras (Arazi Kanunnamesi) (1857);
- A criação do Ministério da Saúde (Tıbbiye Nezareti, 1850);
- O Código de Comércio e Comércio (1850);
- A criação da Academia de Ciências (Encümen-i Daniş, 1851);
- Garantias para garantir aos súditos otomanos segurança perfeita para suas vidas, honra e propriedade (1839);
- A introdução das primeiras notas de papel otomanas (1840);
- A abertura dos primeiros correios do império (1840);
- A reorganização do sistema financeiro (1840);
- A reorganização do Código Civil e Penal (1840);
- O estabelecimento do Meclis-i Maarif-i Umumiye (1841), que foi o protótipo do Primeiro Parlamento Otomano (1876);
- A reorganização do exército e um método regular de recrutamento, recrutamento do exército e fixação da duração do serviço militar (1843-44);
- O redesenho do hino nacional otomano e da bandeira nacional otomana (1844);
- O primeiro censo nacional otomano em 1844 (apenas cidadãos do sexo masculino foram contados);
- Os primeiros bilhetes de identidade nacionais (oficialmente denominados documentos de identidade Mecidiye, ou informalmente documentos kafa kağıdı (papel principal), 1844);
- A instituição de um Conselho de Instrução Pública (1845) e do Ministério da Educação (Mekatib-i Umumiye Nezareti, 1847, que mais tarde se tornou o Maarif Nezareti, 1857);
- O estabelecimento das primeiras universidades modernas (darülfünun, 1848), academias (1848) e escolas de professores (darülmuallimin, 1848);
- A criação do Ministério da Saúde (Tıbbiye Nezareti, 1850);
- O Código de Comércio e Comércio (1850);
- A criação da Academia de Ciências (Encümen-i Daniş, 1851);
- O estabelecimento do Şirket-i Hayriye que operou as primeiras balsas a vapor (1851);
- O estabelecimento do moderno Município de Constantinopla (Şehremaneti, 1854) e do Conselho de Urbanismo (İntizam-ı Şehir Komisyonu, 1855);
- O Hatt-ı Hümayun de 1856 (chamado Islahat, que significa melhoria) prometendo total igualdade legal para cidadãos de todas as religiões (1856);
- Diversas disposições para a melhor administração do serviço público e o avanço do comércio;
- O estabelecimento das primeiras redes telegráficas (1847-1855) e redes ferroviárias (1856);
- A substituição das guildas por fábricas. 

O Edito foi seguido do Hatt-ı Hümayun de 1856 que promovia a a igualdade total para cidadãos de todas as religiões, e a Lei Nacional de 1869 que criou uma cidadania comum a todos os 
otomanos, sem distinção religiosa ou étnica.

### Édito de Gülhane de 1839
O O Decreto Nobre ou Rescrito Imperial de Gülhane (Hatt-ı Şerif) foi a primeira grande reforma nas reformas Tanzimat sob o governo do sultão Abdulmejid e um evento crucial no movimento em direção à secularização. O decreto, em homenagem à roseira (gülhane) localizada no Palácio de Topkapi, aboliu a agricultura tributária. Também criou um sistema burocrático de tributação com coletores de impostos assalariados. Isto reflete os efeitos centralizadores das reformas Tanzimat. Além disso, o Edito de Gülhane impôs o recrutamento militar forçado nos distritos administrativos com base no tamanho da população. No entanto, a cláusula mais significativa do decreto Gülhane foi aquela que impõe o Estado de direito a todos os súditos, incluindo os não-muçulmanos, garantindo o direito à vida e à propriedade para todos. Isso pôs fim ao sistema kul, que permitia que os servos do governante fossem executados ou tivessem suas propriedades confiscadas conforme seu desejo. Estas reformas procuraram estabelecer a igualdade jurídica e social para todos os cidadãos otomanos. As reformas eliminaram o sistema de milho no Império Otomano. O sistema do painço criou comunidades de base religiosa que funcionavam de forma autónoma, pelo que as pessoas eram organizadas em sociedades, algumas delas frequentemente recebendo privilégios. Esta cláusula encerrou os privilégios dessas comunidades e construiu uma sociedade onde todos seguiam a mesma lei. 
As novas reformas exigiam uma reconstrução quase completa da vida pública no Império Otomano. Durante a reconstrução, foi estabelecido um sistema de escolas públicas para formar clérigos governamentais. Os otomanos foram incentivados a se matricular. Cada província foi organizada para que cada governador tivesse um conselho consultivo e atribuições específicas para melhor servir o território. As novas reformas também exigiam um sistema financeiro moderno com um banco central, obrigações do tesouro e uma moeda decimal. Finalmente, as reformas implementaram a expansão de estradas, canais e linhas ferroviárias para uma melhor comunicação e transporte. A reação ao edital não foi totalmente positiva. Os cristãos nos Balcãs recusaram-se a apoiar as reformas porque queriam uma autonomia que se tornou mais difícil de alcançar sob o poder centralizado. Na verdade, a sua adopção estimulou algumas províncias a procurarem a independência através da rebelião. Foi necessário um forte apoio britânico na manutenção do território otomano para garantir que as reformas fossem implementadas. 

### Édito de 1856 e liberdade religiosa
O Edito de Reforma de 1856 pretendia cumprir as promessas do Tanzimat. O Édito é muito específico sobre o estatuto dos não-muçulmanos, tornando possível “vê-lo como o resultado de um período de inquietação religiosa que se seguiu ao Edito de 1839”. Oficialmente, parte do objetivo do Tanzimat era tornar o Estado intolerante à conversão forçada ao Islã, tornando também ilegal a execução de apóstatas do Islã. Apesar da posição oficial do Estado no meio das reformas da Tanzimat, esta tolerância para com os não-muçulmanos parece ter sido seriamente restringida, pelo menos até ao Edito de Reforma de 1856. O Império Otomano tentou muitas maneiras diferentes de chegar aos não-muçulmanos. -Muçulmanos. Primeiro, tentou alcançá-los, dando a todos os não-muçulmanos a opção de solicitar o estatuto de Dhimmi. Ter o status de Dhimmi deu aos não-muçulmanos a capacidade de viver no Império Otomano e possuir propriedades, mas essa capacidade não estava isenta de impostos especiais (jizya). Para a "elite dominante otomana, 'liberdade de religião' significava 'liberdade para defender a sua religião'". 

## Reformas militares
O exército, agora chamado de tropas nizamiye (regulares), foi expandido e abastecido com equipamentos bélicos modernos durante este período. Inspirado pelo exemplo egípcio, o sultão Mamude II já havia tentado inserir a conscrição. A partir de 1845, ela foi introduzida na maior parte das áreas do Império. Os cristãos são oficialmente chamados (ou, aos olhos otomanos, autorizados) a servir, porém isto poderia criar tensões de difícil controle dentro do exército, logo foi dada a eles a opção de pagar uma taxa (a bedel-i askeri), opção preferida pela maioria deles. Os muçulmanos também poderiam optar pelo pagamento da taxa, mas a taxa a ser paga era muito além das posses da maioria das pessoas. Para algumas categorias, tais como habitantes de Istambul ou nômades, que tinham o dever de abastecer com tropas os exército, a conscrição tornou-se um fardo temido e odiado.
O serviço normal durava cinco anos, mas este tempo podia chegar a 22 anos. De maneira organizacional, o desenvolvimento mais importante (além do censo) foi a instituição de exércitos provinciais com seus próprios comandos em 1841. Eles foram postos sob o comando do Serasker em Istambul. Durante o reinado de Abdulazize (1861-76), a Marinha tornou-se a terceira maior do Mundo. A qualidade de pessoal era de longe defasada da maioria das marinhas europeias , porém, a Marinha Otomana nunca tinha se tornado um instrumento de poder tão efetivo.

## Reforma da burocracia central
O principal desenvolvimento no sistema administrativo a nível central neste período foi a racionalização e especialização, através de um conjunto de ministérios e pastas seguindo o padrão europeu, que foi gradualmente estabelecido. Os líderes do Tanzimat, Reşid Paşa e seus pupilos Ali Paşa e Fuad Paşa juntos, foram escolhidos como ministros por treze vezes e estiveram no posto por quase todo o período (excluinso-se os anos de 1841-45).
Além dos ministérios, outra tendência (centralmente) importante foi o desenvolvimento de assembleias consultativas e comissões. Um papel de liderança foi dado ao Meclis-i Vâlâ-i Ahkâm-i Adliye (Conselho Supremo para Regulamentos Judiciais), que em 1839 recebeu um tipo de incumbência parlamentar. Este órgão ficou então sobrecarregado, o que exigiu em 1854 uma nova reforma, com a criação do Meclis-i Ali-yi Tanzimat (Conselho Supremo das Reformas), dominado pela segunda geração de reformistas, com Fuad Paşa como presidente. Finalmente em 1868, seguindo o exemplo francês e sob pressão francesa, as duas redes foram dividas em um Conselho de Estado (Şura-yi Devlet). Este Conselho era representativo, através de um conjunto de membros cristãos e muçulmanos selecionados de listas providenciadas pelos governantes provinciais.

## A administração provincial e o sistema de impostos
Talvez mais importante que os avanços da administração central foi o progresso das reformas na administração provincial em conjunto com tentativas de estabelecer um sistema de cobrança mais justo e efetivo (como anunciado no Edito de Gülhane). Em 1840 uma reorganização maior do sistema de cobrança foi anunciada, com apenas três impostos remanescentes: o ‘’ciziye’’ ou imposto comunitário para não-muçulmanos, o ‘’aşar’’ ou dízimo, e o ‘’müretteba’’ ou “impostos de alocação”, que na verdade são impostos de serviço.

## Efeitos
Embora o Édito de Gülhane e o Tanzimat fornecessem orientações fortes para a sociedade, não era uma constituição e não substituía a autoridade do sultão. Ainda assim, as reformas Tanzimat tiveram efeitos globais de longo alcance. Os educados nas escolas estabelecidas durante o período Tanzimat incluíam personalidades importantes dos Estados-nação que se desenvolveriam a partir do Império Otomano, como Mustafa Kemal Pasha e outros líderes e pensadores da República da Turquia e muitas outras personalidades dos Balcãs, do Médio Leste e Norte da África. O sistema foi finalmente desfeito pelas negociações com as Grandes Potências após a Guerra da Crimeia. Como parte da Carta de 1856, as potências europeias exigiam uma soberania muito mais forte para as comunidades étnicas dentro do império, diferindo dos otomanos, que imaginavam igualdade significando tratamento idêntico perante a lei para todos os cidadãos. Isso serviu para fortalecer a classe média cristã, aumentando o seu poder económico e político. 
As reformas atingiram o auge em 1876 com a implementação de uma constituição otomana que controlava os poderes autocráticos do sultão. Os detalhes deste período são abordados na Primeira Era Constitucional. Embora o novo Sultão Abdul Hamid II tenha assinado a primeira constituição, rapidamente se voltou contra ela. Alguns estudiosos argumentam que, da visão islâmica tradicional da população muçulmana, a mudança fundamental do Tanzimat em relação aos não-muçulmanos, de um status de população subjugada (dhimmi) para um status de súditos iguais, foi em parte responsável pelos massacres hamidianos e pelo subsequente genocídio armênio. Na sua opinião, estas foram reações inevitáveis da comunidade muçulmana às mudanças legais, uma vez que os valores do Tanzimat foram impostos de cima e não refletiam os da sociedade. 

### Efeitos em diferentes províncias
No Líbano, as reformas Tanzimat pretendiam regressar à tradição de igualdade para todos os sujeitos perante a lei. No entanto, a Sublime Porta assumiu que a ordem social hierárquica subjacente permaneceria inalterada. Em vez disso, as convulsões da reforma permitiriam diferentes entendimentos dos objetivos do Tanzimat. As elites no Monte Líbano, de fato, interpretaram o Tanzimat de forma muito diferente umas das outras, levando a revoltas étnico-religiosas entre os maronitas recentemente emancipados. Como resultado, "oficiais europeus e otomanos envolveram-se numa competição para ganhar a lealdade dos habitantes locais - os franceses, alegando proteger os maronitas; os britânicos, os drusos; e os otomanos, proclamando a benevolência do sultão para com todos os seus iguais religiosamente".  
Na Palestina, as reformas agrárias, especialmente a mudança na estrutura da propriedade da terra através da Lei de Terras Otomana de 1858, permitiram que os judeus russos comprassem terras, permitindo-lhes assim imigrar para lá sob a primeira Aliya. A fim de aumentar a sua base tributária, o Estado otomano exigiu que os árabes na Palestina, como em outros lugares, registassem as suas terras pela primeira vez. Regra geral, os felás não confiavam no regime em dificuldades, temendo que o registo apenas conduzisse a impostos mais elevados e ao recrutamento. O analfabetismo predominante entre os feláhin  significou, no final, que muitos mukhtars locais conseguiram registrar coletivamente as terras das aldeias em seu próprio nome. Assim, puderam mais tarde reivindicar a propriedade e vender as terras dos camponeses locais aos novos imigrantes judeus, à medida que eles próprios se mudavam permanentemente para a Síria ou a Turquia. 
Alternativamente, famílias ricas cristãs ou muçulmanas, a classe dos Effendis conseguiram acumular grandes quantidades de terras que exploraram por si próprias ou venderam. Na Armênia, a Constituição Nacional Armênia (turco otomano: "Nizâmnâme−i Millet−i Ermeniyân") de 1863 foi aprovada pelo governo otomano. O "Código de Regulamentos" consistia em 150 artigos redigidos pela intelectualidade armênia e definia os poderes do Patriarca Armênio sob o sistema de milho otomano e a recém-formada "Assembleia Nacional Armênia". 

### Consequências políticas
Apesar das intenções progressistas, a política de reforma na forma do Tanzimat acabou por fracassar. As circunstâncias históricas das reformas, as razões deste fracasso e as consequências das reformas são de interesse para a análise histórica e são consideradas por historiadores de todo o mundo. Em resumo, de 1838 a 1908 o Império Otomano travou sua luta final, mas condenada, pela sobrevivência. O período Tanzimat no Império Otomano (1839-1876) foi de fato um período de esforços de reforma significativos destinados a modernizar vários aspectos do Estado e da sociedade. 
Embora as reformas da Tanzimat tivessem intenções progressistas, enfrentaram numerosos desafios e, em última análise, não alcançaram os objectivos desejados. Vários fatores contribuíram para o fracasso das reformas Tanzimat: 
- Resistência das forças conservadoras: As reformas encontraram resistência de elementos conservadores da sociedade otomana, incluindo acadêmicos religiosos e funcionários que estavam cautelosos com a ocidentalização do Estado e com ameaças percebidas aos valores tradicionais.
- Ineficiências burocráticas: A burocracia otomana demorou a implementar as reformas de forma eficaz. A estrutura burocrática existente era resistente à mudança e as reformas enfrentavam frequentemente obstáculos na fase de implementação.
- Dificuldades Financeiras: O Império Otomano enfrentou dificuldades financeiras durante este período. O custo da implementação de medidas de modernização, aliado às despesas militares e às dívidas externas, sobrecarregou os recursos financeiros do império.
- Movimentos Nacionalistas: A ascensão de movimentos nacionalistas dentro de vários grupos étnicos e religiosos dentro do império representou um desafio significativo. Esses movimentos buscavam maior autonomia ou independência, contribuindo para conflitos internos.
- Pressão Internacional: O Império Otomano estava sob pressão das potências europeias, particularmente no contexto da Questão Oriental. O império era visto como o “homem doente da Europa” e havia interesses conflitantes entre as nações europeias no destino dos territórios otomanos.
- Liderança Ineficaz: A liderança durante a era Tanzimat foi frequentemente caracterizada pela instabilidade e pela falta de continuidade. As mudanças frequentes na liderança impediram a implementação consistente das reformas. [30]

Como resultado destes desafios, as reformas do Tanzimat não conduziram à desejada modernização e revitalização do Império Otomano. Em vez disso, prepararam o terreno para mais agitação política e social, culminando eventualmente na Revolução dos Jovens Turcos de 1908. O período Tanzimat pode ser visto como a última tentativa de reforma do império antes de entrar numa fase mais tumultuada da sua história, marcada pela Guerra dos Balcãs. Guerras, Primeira Guerra Mundial e a eventual dissolução do Império Otomano. A declaração de Zeynep Çelik sobre a "luta final, mas condenada, pela sobrevivência" do Império Otomano reflecte a realidade histórica deste período, uma vez que enfrentou desafios internos e externos que, em última análise, contribuíram para o seu declínio. 